# Bagno di Romagna
Bagno di Romagna (romanyol nyelven Bagn d'Rumàgna, bagnói nyelvjárásban Bagne ed Romàgna) település Olaszországban, Emilia-Romagna régióban, Forlì-Cesena megyében. Lakosainak száma 5592 fő (2023. január 1.). Bagno di Romagna Chiusi della Verna, Poppi, Santa Sofia, Verghereto, Bibbiena, Mercato Saraceno, Pratovecchio és Sarsina községekkel határos.

## Népesség
A település népességének változása:
| Lakosok száma | 5944 | 5874 | 5592 |
|               | 2017 | 2018 | 2023 |